# وج (نماد)
وِج (به انگلیسی: Wedge) یا ∧ عنوان یک نماد است که در حساب گزاره‌ای برای نمایش عطف منطقی استفاده می‌شود.
در یونی‌کد از کدگذاری U+2227 ∧ logical and (اچ‌تی‌ام‌ال: &#8743; &and;) برای این نماد استفاده شده است و در تک با استفاده از  \wedge و \land ثبت می‌شود. نماد معکوس وج (∨) وِل نامیده می‌شود.
وج را نباید با کارِت (^) که ظاهر مشابهی دارد اشتباه کرد.